# 博多天神

東京都新宿区にある「博多天神」新宿東口駅前店。

博多天神（はかたてんじん）は、東京都で有限会社近江商事が経営するラーメン店である。[1]

## 特徴
乳白色の豚骨スープとストレートの細麺という典型的な博多ラーメン。
提供されるラーメンは比較的マイルドな味付けであり、具はネギとキクラゲ、海苔、チャーシューである。カウンター上には白胡椒、また無料のトッピングとして白胡麻、紅生姜、高菜、おろしニンニク、スープのタレが置かれており、顧客が任意にトッピングを行うシステムとなっている。
替え玉の無料サービスについては店舗により異なり、「替え玉無料券」を置いている店舗と、替え玉1玉無料の店舗がある。

## 主なメニュー

ラーメン

- ラーメン

- 辛豚骨ラーメン
- きくらげラーメン
- のりラーメン
- もやしラーメン
- メンマラーメン
- ネギラーメン
- チャーシューメン
- ネギノリラーメン
- ネギチャーシュー
- ネギノリチャーシュー

それぞれ味噌味あり。
- 替玉　一ヶ無料
- 冷やし中華　（夏季限定）

## 店舗
- 渋谷南口店
- 新宿東口店
- 新宿東口駅前店
- 池袋東口店
- 新橋1号店
- 新橋2号店
- 御茶ノ水1号店

## 不法就労問題
2006年2月、入管難民法違反（不法就労助長）容疑で警視庁に書類送検された。不法滞在の外国人を働かせたことが原因であるが、賃金は日本人と同等の額を支払っていた。[1]